# Théo Leoni
Théo Leoni (Bruxelles, 21 aprile 2000) è un calciatore belga, centrocampista dell'Anderlecht.

## Caratteristiche tecniche
È un centrocampista molto tecnico di piede mancino, dotato di un'ottima visione di gioco.

## Carriera

### Club
Cresciuto nel settore giovanile dell'Anderlecht, ha esordito in prima squadra il 30 ottobre 2022, nella partita di campionato vinta per 4-2 contro l'Eupen; il 22 maggio 2023 firma un rinnovo triennale con i biancomalva.

### Nazionale
Ha giocato nelle nazionali giovanili belghe Under-16, Under-17, Under-18 ed Under-19.

## Statistiche

### Presenze e reti nei club
Statistiche aggiornate al 27 marzo 2025.
| Stagione        | Squadra         | Campionato      | Campionato | Campionato | Coppe nazionali | Coppe nazionali | Coppe nazionali | Coppe continentali | Coppe continentali | Coppe continentali | Altre coppe | Altre coppe | Altre coppe | Totale | Totale |
| Stagione        | Squadra         | Comp            | Pres       | Reti       | Comp            | Pres            | Reti            | Comp               | Pres               | Reti               | Comp        | Pres        | Reti        | Pres   | Reti   |
| --------------- | --------------- | --------------- | ---------- | ---------- | --------------- | --------------- | --------------- | ------------------ | ------------------ | ------------------ | ----------- | ----------- | ----------- | ------ | ------ |
| 2022-2023       | Anderlecht      | D1              | 6          | 0          | CB              | 1               | 0               | UECL               | 0                  | 0                  | -           | -           | -           | 7      | 0      |
| 2023-2024       | Anderlecht      | D1              | 37         | 5          | CB              | 2               | 0               | -                  | -                  | -                  | -           | -           | -           | 39     | 5      |
| 2024-2025       | Anderlecht      | D1              | 22         | 2          | CB              | 4               | 0               | UEL                | 10                 | 1                  | -           | -           | -           | 36     | 3      |
| Totale carriera | Totale carriera | Totale carriera | 65         | 7          |                 | 7               | 0               |                    | 10                 | 1                  |             | -           | -           | 82     | 8      |